# Teocaristo (homem ilustre)
Teocaristo (em latim: Theocaristus) foi um nobre bizantino do século VII. No final de 641 ou começo de 642, viajou da África para Constantinopla com uma carta de Máximo, o Confessor ao cubiculário João na qual Máximo recomenda-o a João. Sabe-se que era um homem ilustre.